# Bruno Kragić
Bruno Kragić (Split, 25. prosinca 1973.) hrvatski je filmolog, komparatist i enciklopedist. Od 2020. glavni je ravnatelj Leksikografskog zavoda Miroslav Krleža.
Diplomirao je komparativnu književnost i francuski jezik na Filozofskom fakultetu u Zagrebu (1997.), gdje je 2004. magistrirao filmološkom temom na studiju amerikanistike (Tipologija glumačkih zvijezda američkog filma) te 2012. doktorirao u polju filmologije (Kasni klasični stil zvučnoga igranog filma).
U Leksikografskom zavodu Miroslav Krleža zaposlen je od 2000. kao znanstveni novak na projektu Hrvatska bio-bibliografska baština; član uredništva Hrvatskoga biografskog leksikona od 2000. do 2021. (u kojem je bio urednik za film i književnost). Urednik je Filmskog leksikona, s Nikicom Gilićem, koji je objavljen 2003. godine. Od 2003. godine član uredništva Hrvatske enciklopedije, od 2015. bio je zamjenik glavnog urednika mrežnog izdanja Hrvatske enciklopedije, a od 2021. njezin je glavni urednik. 
Bruno Kragić uzastopno je, javnim natječajem, biran za ravnatelja Leksikografskog zavoda Miroslav Krleža u više mandata, a tu je dužnost obnašao od 1. siječnja 2009. do 14. listopada 2020., kad ga je Vlada Republike Hrvatske imenovala glavnim ravnateljem Leksikografskoga zavoda. 
Redovito sudjeluje u emisiji HTV-a Posebni dodaci, gdje govori o klasičnim ostvarenjima filmske umjetnosti, objavljuje znanstvene i stručne radove o filmu i književnosti. 

## Javna djelatnost
Uredništvo:
- bio je član uredništva Hrvatskoga filmskog ljetopisa od 2001.; jedno vrijeme i glavni urednik
- bio je urednik (s Tomislavom Brlekom) časopisa za kulturu i umjetnost 15 dana od 2004. godine
- predsjednik Hrvatskoga društva filmskih kritičara u dva mandata
- predsjednik Programskog vijeća HRT-a od 2015. do 2016.
- predsjednik Upravnog odbora Hrvatskog audiovizualnog centra (HAVC)

Članstvo:
- Hrvatsko semiotičko društvo
- Hrvatsko društvo filmskih kritičara
- Međunarodna federacija filmskih novinara FIPRESCI